# Campionati americani di pallacanestro 3x3 2021
Il Campionato americano di pallacanestro 3x3 2021 (ufficialmente, in inglese, 2021 FIBA 3x3 AmeriCup) è stata la prima edizione della competizione internazionale co-organizzata dalla FIBA. È stata ospitata dagli Stati Uniti; si è tenuta dal 12 al 14 novembre 2021 a Miami.
Partecipavano un totale di 24 selezioni nazionali, divise tra torneo maschile e femminile. Entrambi i tornei sono stati vinti dalle rappresentative degli Stati Uniti.

## Medagliere
| Categoria | Oro         | Argento | Bronzo          |
| Uomini    | Stati Uniti | Brasile | Rep. Dominicana |
| Donne     | Stati Uniti | Brasile | Canada          |

## Partecipanti

### Uomini
| Pool A - Stati Uniti - Messico - Uruguay | Pool B - Canada - Argentina - Saint Lucia | Pool C - Brasile - Cile - Giamaica | Pool D - Rep. Dominicana - Porto Rico - Guatemala |

### Donne
| Pool A - Canada - Uruguay - Porto Rico | Pool B - Stati Uniti - Argentina - Trinidad e Tobago | Pool C - Cile - Messico - Guyana | Pool D - Brasile - Rep. Dominicana - Guatemala |

## Classifica maschile
| Pos.    | Team            | Formazione                                                               |
| ------- | --------------- | ------------------------------------------------------------------------ |
| Oro     | Stati Uniti     | Stati Uniti 3×34 Brown, 6 Barry, 9 Maddox, 11 Bardsley, All. -           |
| Argento | Brasile         | Template:Brasile maschile pallacanestro 3x3 americano 2021               |
| Bronzo  | Rep. Dominicana | Template:Repubblica Dominicana maschile pallacanestro 3x3 americano 2021 |
| 4.      | Porto Rico      | Template:Porto Rico maschile pallacanestro 3x3 americano 2021            |
| 5.      | Canada          | Canada 3×310 Johnson, 12 Peter-McNeilly, 14 Sir, 17 Gill, All. -         |
| 6.      | Giamaica        | Template:Giamaica maschile pallacanestro 3x3 americano 2021              |
| 7.      | Messico         | Template:Messico maschile pallacanestro 3x3 americano 2021               |
| 8.      | Saint Lucia     | Saint Lucia 3×33 Baptiste, 6 Preville, 11 Louison, 15 Calderon, All. -   |
| 9.      | Cile            | Template:Cile maschile pallacanestro 3x3 americano 2021                  |
| 10.     | Uruguay         | Template:Uruguay maschile pallacanestro 3x3 americano 2021               |
| 11.     | Argentina       | Template:Argentina maschile pallacanestro 3x3 americano 2021             |
| 12.     | Guatemala       | Template:Guatemala maschile pallacanestro 3x3 americano 2021             |

## Classifica femminile
| Pos.    | Team              | Formazione                                                                |
| ------- | ----------------- | ------------------------------------------------------------------------- |
| Oro     | Stati Uniti       | Stati Uniti 3×37 Gorecki, 9 Burdick, 12 Dietrick, 15 Jones, All. -        |
| Argento | Brasile           | Template:Brasile femminile pallacanestro 3x3 americano 2021               |
| Bronzo  | Canada            | Canada 3×31 Plouffe, 3 Bosch, 5 Traer, 7 Crozon, All. -                   |
| 4.      | Porto Rico        | Template:Porto Rico femminile pallacanestro 3x3 americano 2021            |
| 5.      | Cile              | Template:Cile femminile pallacanestro 3x3 americano 2021                  |
| 6.      | Rep. Dominicana   | Template:Repubblica Dominicana femminile pallacanestro 3x3 americano 2021 |
| 7.      | Messico           | Template:Messico femminile pallacanestro 3x3 americano 2021               |
| 8.      | Argentina         | Argentina 3×31 Foresto, 2 Wolf, 3 Gentinetta, 4 Jordheuil, All. -         |
| 9.      | Guyana            | Template:Guyana femminile pallacanestro 3x3 americano 2021                |
| 10.     | Guatemala         | Template:Guatemala femminile pallacanestro 3x3 americano 2021             |
| 11.     | Uruguay           | Template:Uruguay femminile pallacanestro 3x3 americano 2021               |
| 12.     | Trinidad e Tobago | Template:Trinidad e Tobago femminile pallacanestro 3x3 americano 2021     |